# Pallavolo Catania
La Pallavolo Catania è stata una società pallavolistica maschile di Catania.

## Storia

### CUS Catania
La pallavolo a Catania fu inizialmente praticata dal CUS, che partecipò al suo primo campionato di Serie A nella stagione 1971-72, concludendo al settimo posto finale. Ritornò in Serie A per una stagione dopo l'allargamento della categoria a 24 squadre (1976-77).

### Pallavolo Catania

L'esultanza del Catania dopo la vittoria 3-0 sul campo della il 18 febbraio 1978, snodo decisivo per la vittoria dello scudetto, il primo per la Sicilia in uno sport di squadra.

Distaccatasi dal CUS la società Pallavolo Catania prese parte alla stagione 1972-73 con il patrocinio dello sponsor Brumi e a quelle tra il 1973-74 e il 1979-80 con il marchio Paoletti sulle maglie.
Nel 1977-78 la Paoletti fu la prima squadra siciliana a conquistare uno scudetto in uno sport di squadra; il giovane team, formato in gran parte da atleti del territorio allenati da Carmelo Pittera, vinse 21 gare su 22, perdendo il solo match di Torino contro la Klippan. Nella stessa stagione la squadra conseguì il suo migliore piazzamento europeo con il terzo posto nella Coppa delle Coppe, chiudendo in testa con Odolena Voda e AZS Olsztyn il girone finale ad Assen ma uscendo battuta solo per i peggiori quozienti set e punti.
Per i suoi successi catanesi, Pittera fu assunto come commissario tecnico della nazionale italiana. Al Campionato mondiale 1978, concluso dall'Italia al secondo posto dietro all'Unione Sovietica, presero parte sei giocatori della Paoletti: Alessandro, Nassi, Scilipoti, Greco e Concetti, che con Cirota, Mazzoleni, Nappi, Mazzeo e il cecoslovacco Koudelka facevano parte della formazione campione d'Italia.
I primi problemi economici colpirono la squadra dopo l'abbandono dello sponsor Paoletti, nel 1980. Dopo il brillante secondo posto conquistato in quella stagione, la squadra, patrocinata dalla Torre Tabita Arredamenti, retrocesse una prima volta nel 1980-81 e, dopo un ripescaggio in A1 dovuto alla rinuncia dell'Amaro Più Loreto, una seconda volta nel 1981-82. Per quattro stagioni il club militò in Serie A2, ottenendo il ritorno in massima categoria al termine del campionato 1985-86, dopo i play-off vinti, assieme all'Arrital Fontanafredda, contro Belluno e Vimercate.

Da sinistra: gli argentini Waldo Kantor e Hugo Conte in maglia catanese nella stagione 1989-90

Con lo sponsor Acqua Pozzillo, poi Terme Acireale, giocò ancora in Serie A1 dal 1986-87 al 1991-92. In questo periodo fecero parte della squadra affermati campioni quali gli argentini Hugo Conte e Waldo Kantor e, in seguito, l'olandese Peter Blangé. Diciassette anni dopo lo scudetto vinto dalla Paoletti, chiuse la sua parabola: travolta da una pesante crisi economica, era retrocessa in B dopo il fallimentare torneo 1994-95, terminato all'ultimo posto senza nessuna vittoria all'attivo.

### Pallavolo Catania SpA
In seguito diverse squadre catanesi, tra cui il CUS, presero parte al campionato di B2; il ritorno tra i professionisti avvenne nell'estate del 2007, quando la Pallavolo Catania, fondata nel 2006, dopo una stagione conclusasi con l'eliminazione nei play-off promozione, acquistò dall'Archilegno Ostia il diritto a partecipare al campionato di Serie A2 2007-08, sponsorizzata dalla SP Energia Siciliana e dalla compagnia navale TTTLines; la squadra concluse il campionato in quinta posizione e disputò i play-off promozione. Prenderà nuovamente parte al campionato di Serie A2 nella stagione 2008-09, con un deludente terzultimo posto e la relativa retrocessione in B1.

## Palmarès
- Campionato italiano: 1

1977-78

## Formazioni

Esultanza di squadra dopo Catania-Battipaglia 3-0, Serie A1 1989-90.

- 1977-78 (A1): Alessandro, Castagna, Cirota, Concetti, Greco, Koudelka, Mazzeo, Mazzoleni,Nappi, Nassi, Scilipoti. Allenatore: Carmelo Pittera, Nino Cuco
- 2006-07 (B1): Zaccareo, D'Angelo, Giuffrida, Lotito, Inserra, Martinego, Di Belardino, Maccarone, Rossini, Gualtieri. Allenatore: Bonaccorso.
- 2007-08 (A2): Inserra, Zaccareo, Giuffrida, Maccarone, Trimarchi, Conte, Quiroga, Koch, Elia, Moro, Desiderio, Niero, Martinengo. Allenatore: Conte.